# Mistrzostwa Europy w Rugby 7 Mężczyzn 2022 – GPS 1
Grand Prix Series 2022 – GPS 1 – pierwszy turniej mistrzostw Europy w rugby 7 mężczyzn w sezonie 2022, który odbył się w dniach 25–26 czerwca 2022 roku w Lizbonie.

## Informacje ogólne
Rozegrane w kompleksie Centro de Alto Rendimento do Jamor zawody były pierwszym turniejem sezonu 2022 i wzięło w nich udział dziesięć reprezentacji. Drużyny rywalizowały w pierwszej fazie systemem kołowym podzielone na dwie pięciozespołowe grupy, po czym nastąpiły mecze o poszczególne miejsca. W fazie grupowej spotkania toczone były bez ewentualnej dogrywki, za zwycięstwo, remis i porażkę przysługiwały odpowiednio trzy, dwa i jeden punkt, brak punktów natomiast za nieprzystąpienie do meczu. W przypadku remisu w fazie pucharowej organizowana była dogrywka składająca się z dwóch pięciominutowych części, z uwzględnieniem reguły nagłej śmierci. Zespoły zostały rozstawione na podstawie rankingu z poprzedniego roku.
W zawodach triumfowali reprezentanci Niemiec.

## Faza grupowa

### Grupa A
| 25 czerwca 202210:00 | Hiszpania | 19:14 | Belgia | CAR Jamor, Lizbona Sędzia: Paulo Duarte |
| 25 czerwca 202210:00 |           | 19:14 |        | CAR Jamor, Lizbona Sędzia: Paulo Duarte |

| 25 czerwca 202210:44 | Gruzja | 12:19 | Portugalia | CAR Jamor, Lizbona Sędzia: Finlay Brown |
| 25 czerwca 202210:44 |        | 12:19 |            | CAR Jamor, Lizbona Sędzia: Finlay Brown |

| 25 czerwca 202212:30 | Hiszpania | 48:21 | Czechy | CAR Jamor, Lizbona Sędzia: Ethan Glass |
| 25 czerwca 202212:30 |           | 48:21 |        | CAR Jamor, Lizbona Sędzia: Ethan Glass |

| 25 czerwca 202213:14 | Gruzja | 7:14 | Belgia | CAR Jamor, Lizbona Sędzia: Eki Fanlo |
| 25 czerwca 202213:14 |        | 7:14 |        | CAR Jamor, Lizbona Sędzia: Eki Fanlo |

| 25 czerwca 202215:00 | Portugalia | 26:0 | Czechy | CAR Jamor, Lizbona Sędzia: Martin Peter |
| 25 czerwca 202215:00 |            | 26:0 |        | CAR Jamor, Lizbona Sędzia: Martin Peter |

| 25 czerwca 202215:44 | Hiszpania | 38:7 | Gruzja | CAR Jamor, Lizbona Sędzia: Jérémy Rozier |
| 25 czerwca 202215:44 |           | 38:7 |        | CAR Jamor, Lizbona Sędzia: Jérémy Rozier |

| 25 czerwca 202217:22 | Portugalia | 12:21 | Belgia | CAR Jamor, Lizbona Sędzia: Eki Fanlo |
| 25 czerwca 202217:22 |            | 12:21 |        | CAR Jamor, Lizbona Sędzia: Eki Fanlo |

| 26 czerwca 202209:00 | Gruzja | 12:24 | Czechy | CAR Jamor, Lizbona Sędzia: Jérémy Rozier |
| 26 czerwca 202209:00 |        | 12:24 |        | CAR Jamor, Lizbona Sędzia: Jérémy Rozier |

| 26 czerwca 202209:44 | Hiszpania | 31:12 | Portugalia | CAR Jamor, Lizbona Sędzia: Finlay Brown |
| 26 czerwca 202209:44 |           | 31:12 |            | CAR Jamor, Lizbona Sędzia: Finlay Brown |

| 26 czerwca 202211:00 | Czechy | 17:24 | Belgia | CAR Jamor, Lizbona Sędzia: Eki Fanlo |
| 26 czerwca 202211:00 |        | 17:24 |        | CAR Jamor, Lizbona Sędzia: Eki Fanlo |

### Grupa B
| 25 czerwca 202210:22 | Niemcy | 35:7 | Francja | CAR Jamor, Lizbona Sędzia: Eki Fanlo |
| 25 czerwca 202210:22 |        | 35:7 |         | CAR Jamor, Lizbona Sędzia: Eki Fanlo |

| 25 czerwca 202211:06 | Litwa | 12:12 | Włochy | CAR Jamor, Lizbona Sędzia: Martin Peter |
| 25 czerwca 202211:06 |       | 12:12 |        | CAR Jamor, Lizbona Sędzia: Martin Peter |

| 25 czerwca 202212:52 | Niemcy | 40:5 | Polska | CAR Jamor, Lizbona Sędzia: Jérémy Rozier |
| 25 czerwca 202212:52 |        | 40:5 |        | CAR Jamor, Lizbona Sędzia: Jérémy Rozier |

| 25 czerwca 202213:36 | Litwa | 7:17 | Francja | CAR Jamor, Lizbona Sędzia: Finlay Brown |
| 25 czerwca 202213:36 |       | 7:17 |         | CAR Jamor, Lizbona Sędzia: Finlay Brown |

| 25 czerwca 202215:22 | Włochy | 33:5 | Polska | CAR Jamor, Lizbona Sędzia: Paulo Duarte |
| 25 czerwca 202215:22 |        | 33:5 |        | CAR Jamor, Lizbona Sędzia: Paulo Duarte |

| 25 czerwca 202216:06 | Niemcy | 31:7 | Litwa | CAR Jamor, Lizbona Sędzia: Ethan Glass |
| 25 czerwca 202216:06 |        | 31:7 |       | CAR Jamor, Lizbona Sędzia: Ethan Glass |

| 25 czerwca 202218:00 | Włochy | 21:19 | Francja | CAR Jamor, Lizbona Sędzia: Paulo Duarte |
| 25 czerwca 202218:00 |        | 21:19 |         | CAR Jamor, Lizbona Sędzia: Paulo Duarte |

| 26 czerwca 202209:22 | Litwa | 21:20 | Polska | CAR Jamor, Lizbona Sędzia: Martin Peter |
| 26 czerwca 202209:22 |       | 21:20 |        | CAR Jamor, Lizbona Sędzia: Martin Peter |

| 26 czerwca 202210:06 | Niemcy | 24:0 | Włochy | CAR Jamor, Lizbona Sędzia: Paulo Duarte |
| 26 czerwca 202210:06 |        | 24:0 |        | CAR Jamor, Lizbona Sędzia: Paulo Duarte |

| 26 czerwca 202211:22 | Polska | 7:56 | Francja | CAR Jamor, Lizbona Sędzia: Ethan Glass |
| 26 czerwca 202211:22 |        | 7:56 |         | CAR Jamor, Lizbona Sędzia: Ethan Glass |

## Faza pucharowa

### Mecz o miejsca 1–2
| 26 czerwca 202215:25 | Hiszpania | 7:21 | Niemcy | CAR Jamor, Lizbona Sędzia: Paulo Duarte |
| 26 czerwca 202215:25 |           | 7:21 |        | CAR Jamor, Lizbona Sędzia: Paulo Duarte |

### Mecz o miejsca 3–4
| 26 czerwca 202214:55 | Belgia | 14:21 | Włochy | CAR Jamor, Lizbona Sędzia: Jérémy Rozier |
| 26 czerwca 202214:55 |        | 14:21 |        | CAR Jamor, Lizbona Sędzia: Jérémy Rozier |

### Mecz o miejsca 5–6
| 26 czerwca 202214:35 | Portugalia | 12:43 | Francja | CAR Jamor, Lizbona Sędzia: Finlay Brown |
| 26 czerwca 202214:35 |            | 12:43 |         | CAR Jamor, Lizbona Sędzia: Finlay Brown |

### Mecz o miejsca 7–8
| 26 czerwca 202215:10 | Czechy | 5:24 | Litwa | CAR Jamor, Lizbona Sędzia: Martin Peter |
| 26 czerwca 202215:10 |        | 5:24 |       | CAR Jamor, Lizbona Sędzia: Martin Peter |

### Mecz o miejsca 9–10
| 26 czerwca 202214:42 | Gruzja | 27:12 | Polska | CAR Jamor, Lizbona Sędzia: Ethan Glass |
| 26 czerwca 202214:42 |        | 27:12 |        | CAR Jamor, Lizbona Sędzia: Ethan Glass |

## Klasyfikacja końcowa
| Miejsce | Reprezentacja | Punkty |
| ------- | ------------- | ------ |
| 1       | Niemcy        | 20     |
| 2       | Hiszpania     | 18     |
| 3       | Włochy        | 16     |
| 4       | Belgia        | 14     |
| 5       | Francja       | 12     |
| 6       | Portugalia    | 10     |
| 7       | Litwa         | 8      |
| 8       | Czechy        | 6      |
| 9       | Gruzja        | 4      |
| 10      | Polska        | 3      |